# Gary O'Shaughnessy
Gary O'Shaughnessy est un chanteur irlandais. Il est le représentant de l'Irlande au Concours Eurovision de la chanson 2001 avec Without Your Love.

## Biographie
Gary O'Shaughnessy est issu d'une famille de musiciens amateurs. Sa grand-mère fut une pianiste et violoniste. Outre le chant, il joue de la guitare, de la basse et des claviers. Son frère joue de la guitare, sa sœur du piano. O'Shaughnessy commence à étudier à l'âge de 12 ans pendant quatre ans avec le guitariste de jazz irlandais Eugene Macari. En 1989, il forme un groupe avec son frère Brian et ensemble ils tournent en Irlande, en Espagne et au Royaume-Uni. En 1995, les deux frères se produisent en duo "2 of a kind" dans les clubs et les pubs.
Gary O'Shaughnessy avait pris part à la sélection irlandaise au Concours Eurovision de la chanson à deux reprises auparavant. En 1997, il est troisième avec Love and Understanding. En 1999, avec la chanson I'll Be There, il est cinquième.
Il est choriste de Marc Roberts, le représentant de l'Irlande au Concours Eurovision de la chanson 1997.
Au Concours Eurovision de la chanson 2001, il obtient 6 points et termine 21e sur 23 participants.
Il est l'oncle de Ryan O'Shaughnessy, représentant de l'Irlande au Concours Eurovision de la chanson 2018.